# Filton
Filton este un oraș în comitatul Gloucestershire, regiunea South West, Anglia. Orașul se află în districtul unitar South Gloucestershire.